# Catharsius latifossa
Catharsius latifossa là một loài bọ cánh cứng trong họ Bọ hung (Scarabaeidae).